# Europäische Tage des Denkmals

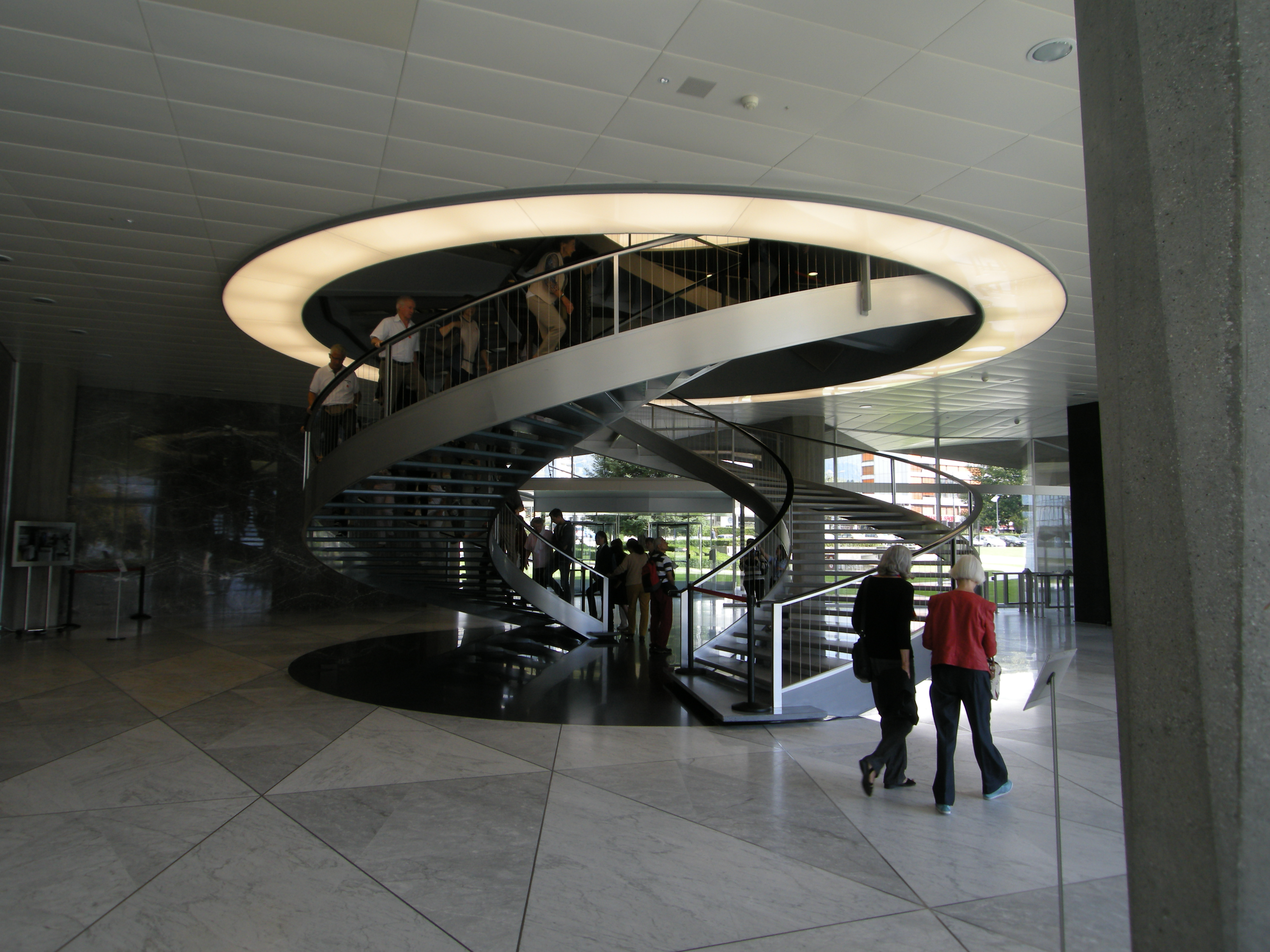
Besucher erkunden an den Europäischen Tagen des Denkmals 2014 den Hauptsitz der Nestlé in Vevey.

Die Europäischen Tage des Denkmals in der Schweiz werden jährlich als nationaler Beitrag zu den europaweiten European Heritage Days durchgeführt. Jeweils am zweiten Septemberwochenende finden hunderte Veranstaltungen in der gesamten Schweiz statt. Das Programm umfasst Führungen, Atelier- und Baustellenbesichtigungen, Exkursionen und verschiedene andere Veranstaltungen zu den Themenbereichen Baukultur, Denkmalpflege, Architektur, Archäologie und Brauchtum.

## Organisation
Die Europäischen Tage des Denkmals in der Schweiz werden seit 1994 begangen und von der Nationalen Informationsstelle zum Kulturerbe NIKE auf nationaler Ebene koordiniert. Diese publiziert auch das Programm im Internet und in Form einer Broschüre. Organisiert werden die Besichtigungen an den Denkmaltagen vorab von den kantonalen und städtischen Fachstellen für Denkmalpflege und Archäologie sowie weiteren am Kulturerbe interessierten Organisationen und Personen.
Die Europäischen Tage des Denkmals sind ein kulturelles Engagement des Europarates und werden von diesem offiziell lanciert. Unterstützt wird die Initiative auch durch die Europäische Union. Die Denkmaltage finden in 50 europäischen Ländern statt.

## Themen
Jedes Jahr sind die Europäischen Tage des Denkmals in der Schweiz einem bestimmten Thema gewidmet. Die Liste der bisherigen Themen lautet:
- 1994: Rathäuser, Regierungsgebäude und andere Baudenkmäler in der Schweiz
- 1995: Schlösser, Burgen und historische Landsitze
- 1996: Häuser und Gärten in der Stadt und auf dem Lande
- 1997: Wie Geistliche leben: Bischofsresidenzen, Klosteranlagen, Pfarrhäuser, Synagogen und Kollegien
- 1998: Bürger, Bürgerinnen und ihr Staat: Bauten des Bundes, der Kantone und ihrer Repräsentanten
- 1999: Volle Kraft voraus! Verkehr und Energie vom Mittelalter bis heute
- 2000: Ein Denkmal steht nie allein. Häuser, Strassen und Plätze im Dialog
- 2001: Wohnen im Baudenkmal
- 2002: Mit Hammer, Laser und Skalpell – Handwerk und Hightech am Denkmal
- 2003: Verre et Vitrail – Schätze aus Glas
- 2004: Nächster Halt: Denkmaltag – Verkehrswege, Verkehrsbauten und Verkehrsmittel
- 2005: vorher:nachher – pflegen, umnutzen, weiterbauen im historischen Kontext
- 2006: Gartenräume – Gartenträume
- 2007: Holz
- 2008: Ein Tag zum Geniessen
- 2009: Am Wasser
- 2010: Am Lebensweg
- 2011: Im Untergrund
- 2012: Stein und Beton
- 2013: Feuer Licht Energie
- 2014: Zu Tisch
- 2015: Austausch – Einfluss
- 2016: Oasen
- 2017: Macht und Pracht
- 2018: Ohne Grenzen
- 2019: Farben (am 14./15. September 2019)
- 2020: Weiterbauen
- 2021: Gewusst wie
- 2022: Spiel, Sport und Spass in der Schweiz: Kulturerbe ist mehr als eine Kulisse